# Ramiro Corrales
Ramiro Corrales (Salinas, 12 marzo 1977) è un ex calciatore statunitense, di ruolo difensore.
Possiede il passaporto messicano.

## Palmarès
- Campionato MLS: 2

San Jose Earthquakes: 2001, 2003
- Campionato norvegese: 1

Brann: 2007